# Tony Massenburg
Tony Arnel Massenburg (Condado de Sussex, Virginia, 31 de julio de 1967) es un exjugador de baloncesto estadounidense que compartió el récord de haber jugado en diferentes franquicias de la NBA junto con Chucky Brown, Joe Smith, y Jim Jackson, al haber pertenecido a 12 plantillas diferentes de la liga profesional. Este récord fue superado por Ish Smith en la temporada 2022-23. Con 2,06 metros de altura, jugaba en la posición de alero.

## Trayectoria deportiva

### Universidad
Jugó durante 4 temporadas con los Terrapins de la Universidad de Maryland. en su temporada sénior promedió 18 puntos y 10,1 rebotes por partido, siendo uno de los dos únicos jugadores en promediar dobles figuras en ambos apartados de su conferencia, la ACC, siendo elegido en el segundo mejor quinteto de la misma ese año. En el total de su trayectoria universitaria promedió 12,1 puntos y 6,4 rebotes por encuentro.

### Profesional
Fue elegido en el puesto 43 de la segunda ronda del Draft de la NBA de 1990 por San Antonio Spurs, donde en su primer año solamente participó en 35 partidos de la temporada regular, y apenas 5 minutos por partido. Al año siguiente inició una gira que le llevó a jugar hasta en cuatro equipos diferentes en la misma temporada, en la cual además se lesionó de gravedad. Optó entonces por ir a Europa, recalando en la liga italiana, donde tan solo jugó 4 partidos, en los que promedió 22,8 puntos. Al año siguiente ficharía por el Unicaja de Málaga de la Liga ACB, donde en la única temporada que jugó promedió 15,4 puntos y 9,7 rebotes por partido. Se fijó entonces en él el FC Barcelona, que lo fichó la temporada siguiente, y donde obtuvo unas cifras similares (15,4 puntos y 8,6 rebotes).
Regresó al año siguiente, en la temporada 1994-95, a la NBA, fichando por Los Angeles Clippers, donde por primera vez fue titular en la liga. Jugó 80 partidos, promediando 9,3 puntos. Pero finalmente entró en el draft de expansión, yendo a parar a Toronto Raptors al año siguiente. Tras 24 partidos en Canadá, fue traspasado a Philadelphia 76ers, donde acabó la temporada. Al año siguiente firmó por un año con New Jersey Nets, donde volvió a disfrutar de la titularidad durante muchos partidos, pero donde no aportó demasiado al conjunto. En la temporada 1997-98 fichó por 3 años por los Boston Celtics, pero no llegó siquiera a comenzar la primera temporada, ya que fue traspasado a Vancouver Grizzlies en octubre de 1997 a cambio de Roy Rogers.
De vuelta en Canadá, jugó durante dos temporadas, pero se perdió muchos partidos debido a las lesiones. En 1999 es traspasado a Houston Rockets, donde únicamente disputó 10 partidos, regresando al año siguiente a Vancouver. El equipo se trasladó a Memphis al año siguiente, donde jugó 73 partidos promediando 5,5 puntos por noche. Al acabar la temporada, fue cortado, firmando entonces con Utah Jazz, donde tras una temporada se convirtió en agente libre, fichando en 2003 por Sacramento Kings, ya con 36 años. Regresó al año siguiente a San Antonio Spurs, su punto de partida, para ganar su único anillo de campeón de la NBA, derrotando en las Finales a Detroit Pistons por 4-3, aunque Massemburg vio prácticamente todos los Playoffs desde el banquillo.
Seis semanas después de la consecución del título, tuvo un grave accidente de automóvil, donde se lesionó seriamente la rodilla izquierda, dejándolo dos años en el dique seco. 
Intentó regresar en 2007, con 40 años cumplidos, probando con los Washington Wizards, pero fue cortado antes de comenzar la temporada. En el total de su trayectoria profesional en la NBA promedió 6,2 puntos y 4,3 rebotes por partido.

## Estadísticas de su carrera en la NBA

### Temporada regular
| Temp.   | Edad | Equipo       | Liga | P   | TIT | MIN  | TC  | TCA | %TC  | 3P  | 3PA | %3P   | TL  | TLA | %TL  | R.OF. | R.DEF. | REB | ASIS | ROB | TAP | PER | FP  | PTS  |
| 1990-91 | 23   | S.Antonio    | NBA  | 35  | 0   | 4.6  | 0.8 | 1.7 | .450 | 0.0 | 0.0 |       | 0.8 | 1.3 | .622 | 0.7   | 1.0    | 1.7 | 0.1  | 0.1 | 0.3 | 0.4 | 0.7 | 2.3  |
| 1991-92 | 24   | TOTAL        | NBA  | 18  | 0   | 5.0  | 0.6 | 1.4 | .400 | 0.0 | 0.0 |       | 0.5 | 0.8 | .600 | 0.4   | 1.0    | 1.4 | 0.0  | 0.1 | 0.1 | 0.5 | 1.2 | 1.6  |
| 1991-92 | 24   | S.Antonio    | NBA  | 1   | 0   | 9.0  | 1.0 | 5.0 | .200 | 0.0 | 0.0 |       | 0.0 | 0.0 |      | 0.0   | 0.0    | 0.0 | 0.0  | 0.0 | 0.0 | 0.0 | 2.0 | 2.0  |
| 1991-92 | 24   | Charlotte    | NBA  | 3   | 0   | 4.3  | 0.0 | 1.0 | .000 | 0.0 | 0.0 |       | 0.3 | 0.7 | .500 | 0.3   | 1.0    | 1.3 | 0.0  | 0.3 | 0.0 | 1.3 | 0.7 | 0.3  |
| 1991-92 | 24   | Boston       | NBA  | 7   | 0   | 6.6  | 0.6 | 1.3 | .444 | 0.0 | 0.0 |       | 0.3 | 0.6 | .500 | 0.3   | 1.0    | 1.3 | 0.0  | 0.0 | 0.1 | 0.3 | 1.0 | 1.4  |
| 1991-92 | 24   | G.State      | NBA  | 7   | 0   | 3.1  | 0.7 | 1.1 | .625 | 0.0 | 0.0 |       | 0.9 | 1.3 | .667 | 0.6   | 1.1    | 1.7 | 0.0  | 0.0 | 0.0 | 0.4 | 1.4 | 2.3  |
| 1994-95 | 27   | L.A.Clippers | NBA  | 80  | 50  | 26.6 | 3.5 | 7.5 | .469 | 0.0 | 0.0 | .000  | 2.2 | 2.9 | .753 | 2.0   | 3.7    | 5.7 | 0.8  | 0.6 | 0.7 | 1.5 | 3.2 | 9.3  |
| 1995-96 | 28   | TOTAL        | NBA  | 54  | 28  | 27.1 | 4.0 | 8.0 | .495 | 0.0 | 0.1 | .000  | 2.1 | 2.9 | .707 | 2.4   | 4.2    | 6.5 | 0.6  | 0.5 | 0.4 | 1.4 | 2.6 | 10.0 |
| 1995-96 | 28   | Toronto      | NBA  | 24  | 20  | 27.5 | 4.2 | 8.2 | .510 | 0.0 | 0.0 |       | 1.8 | 2.7 | .662 | 2.2   | 4.8    | 6.9 | 0.8  | 0.5 | 0.4 | 1.5 | 2.8 | 10.1 |
| 1995-96 | 28   | Philadelphia | NBA  | 30  | 8   | 26.8 | 3.8 | 7.9 | .483 | 0.0 | 0.1 | .000  | 2.3 | 3.1 | .739 | 2.5   | 3.7    | 6.2 | 0.4  | 0.5 | 0.4 | 1.3 | 2.4 | 9.9  |
| 1996-97 | 29   | N.Jersey     | NBA  | 79  | 49  | 24.7 | 2.8 | 5.7 | .485 | 0.0 | 0.0 | .000  | 1.6 | 2.6 | .631 | 2.8   | 3.7    | 6.5 | 0.3  | 0.5 | 0.6 | 1.2 | 2.7 | 7.2  |
| 1997-98 | 30   | Vancouver    | NBA  | 61  | 13  | 14.7 | 2.4 | 5.1 | .479 | 0.0 | 0.0 |       | 1.6 | 2.2 | .730 | 1.3   | 2.5    | 3.8 | 0.3  | 0.4 | 0.4 | 1.0 | 2.0 | 6.5  |
| 1998-99 | 31   | Vancouver    | NBA  | 43  | 35  | 26.6 | 4.4 | 9.0 | .487 | 0.0 | 0.0 | .000  | 2.4 | 3.6 | .665 | 1.9   | 4.0    | 6.0 | 0.5  | 0.6 | 0.9 | 1.5 | 2.5 | 11.2 |
| 1999-00 | 32   | Houston      | NBA  | 10  | 0   | 10.9 | 1.6 | 3.6 | .444 | 0.0 | 0.0 |       | 1.4 | 1.6 | .875 | 0.7   | 2.0    | 2.7 | 0.3  | 0.2 | 0.5 | 0.9 | 1.3 | 4.6  |
| 2000-01 | 33   | Vancouver    | NBA  | 52  | 20  | 15.8 | 1.8 | 3.8 | .462 | 0.0 | 0.0 |       | 0.9 | 1.3 | .700 | 1.4   | 2.6    | 4.0 | 0.2  | 0.2 | 0.5 | 0.9 | 2.3 | 4.5  |
| 2001-02 | 34   | Memphis      | NBA  | 73  | 31  | 17.0 | 2.2 | 4.8 | .456 | 0.0 | 0.0 | 1.000 | 1.2 | 1.6 | .718 | 1.4   | 3.1    | 4.4 | 0.4  | 0.4 | 0.4 | 0.9 | 2.4 | 5.5  |
| 2002-03 | 35   | Utah         | NBA  | 58  | 1   | 13.7 | 1.8 | 4.0 | .448 | 0.0 | 0.0 |       | 1.1 | 1.4 | .774 | 1.0   | 1.7    | 2.7 | 0.3  | 0.3 | 0.3 | 0.9 | 2.5 | 4.7  |
| 2003-04 | 36   | Sacramento   | NBA  | 59  | 0   | 13.4 | 1.8 | 3.7 | .475 | 0.0 | 0.0 | .000  | 0.7 | 1.1 | .683 | 1.0   | 2.2    | 3.2 | 0.5  | 0.2 | 0.3 | 0.8 | 2.4 | 4.3  |
| 2004-05 | 37   | S.Antonio    | NBA  | 61  | 6   | 11.5 | 1.2 | 3.0 | .407 | 0.0 | 0.0 |       | 0.8 | 1.0 | .762 | 0.9   | 1.8    | 2.7 | 0.2  | 0.3 | 0.3 | 0.7 | 2.0 | 3.2  |
| Total   |      |              | NBA  | 683 | 233 | 18.0 | 2.4 | 5.1 | .470 | 0.0 | 0.0 | .091  | 1.4 | 2.0 | .705 | 1.5   | 2.8    | 4.3 | 0.4  | 0.4 | 0.5 | 1.0 | 2.4 | 6.2  |

### Playoffs
| Temp.   | Edad | Equipo    | Liga | P  | MIN | TCA | TC | 3PA | 3P | TLA | TL | R.OF. | REB | ASIS | ROB | TAP | PER | FP | PTS | %TC  | %3P | %FT  | MIN  | PTS | REB | AST |
| 1990-91 | 23   | S.Antonio | NBA  | 1  | 1   | 0   | 0  | 0   | 0  | 0   | 0  | 0     | 0   | 0    | 0   | 0   | 0   | 0  | 0   |      |     |      | 1.0  | 0.0 | 0.0 | 0.0 |
| 2002-03 | 35   | Utah      | NBA  | 5  | 70  | 10  | 21 | 0   | 0  | 5   | 9  | 7     | 21  | 2    | 0   | 4   | 5   | 9  | 25  | .476 |     | .556 | 14.0 | 5.0 | 4.2 | 0.4 |
| 2004-05 | 37   | S.Antonio | NBA  | 9  | 28  | 1   | 6  | 0   | 0  | 1   | 2  | 4     | 11  | 0    | 0   | 0   | 0   | 2  | 3   | .167 |     | .500 | 3.1  | 0.3 | 1.2 | 0.0 |
| Total   |      |           | NBA  | 15 | 99  | 11  | 27 | 0   | 0  | 6   | 11 | 11    | 32  | 2    | 0   | 4   | 5   | 11 | 28  | .407 |     | .545 | 6.6  | 1.9 | 2.1 | 0.1 |